# Литорал-Лагунар (микрорегион)

Литорал-Лагунар на карте.

Литорал-Лагунар (порт. Microrregião do Litoral Lagunar) — микрорегион в Бразилии, входит в штат Риу-Гранди-ду-Сул. Составная часть мезорегиона Юго-восток штата Риу-Гранди-ду-Сул. 
Население составляет 	259 638	 человек (на 2010 год). Площадь — 	9 272,383	 км². Плотность населения — 	28,00	 чел./км².

## Демография
Согласно сведениям, собранным в ходе переписи 2010 г. Национальным институтом географии и статистики (IBGE), население микрорегиона составляет:						
| Полное население                             | Полное население                             | Полное население                             | Полное население                             | 259 638 |
| -------------------------------------------- | -------------------------------------------- | -------------------------------------------- | -------------------------------------------- | ------- |
| в том числе:                                 | Городское население                          | 239 399                                      | Процент городского населения, %              | 92,20   |
|                                              | Сельское население                           | 20 239                                       | Процент сельского населения, %               | 7,80    |
|                                              | Мужское население                            | 126 376                                      | Процент мужского населения, %                | 48,67   |
|                                              | Женское население                            | 133 262                                      | Процент женского населения, %                | 51,33   |
| Плотность населения, чел/км²                 | Плотность населения, чел/км²                 | Плотность населения, чел/км²                 | Плотность населения, чел/км²                 | 28,00   |
| Население микрорегиона в % к населению штата | Население микрорегиона в % к населению штата | Население микрорегиона в % к населению штата | Население микрорегиона в % к населению штата | 2,43    |

## Статистика
- Валовой внутренний продукт на 2003 составляет 4 306 865 217,00 реалов (данные: Бразильский институт географии и статистики).
- Валовой внутренний продукт на душу населения на 2003 составляет 16 766,70 реалов (данные: Бразильский институт географии и статистики).
- Индекс развития человеческого потенциала на 2000 составляет 0,786 (данные: Программа развития ООН).

## Состав микрорегиона
В составе микрорегиона включены следующие муниципалитеты:
1. Шуи
2. Риу-Гранди
3. Санта-Витория-ду-Палмар
4. Сан-Жозе-ду-Норти